# 丸山敏秋
丸山 敏秋（まるやま としあき、1953年 - ）は、日本の社会教育者。一般社団法人倫理研究所理事長、日本家庭教育学会副会長、日本会議代表委員。

## 経歴
東京都出身。
1976年（昭和51年）東京教育大学文学部哲学学科卒業。東京高等針灸柔整専門学校卒業。
1984年（昭和59年） 筑波大学大学院哲学思想研究科博士課程修了（文学博士）。日本学術振興会奨励研究員、茨城大学・筑波大学、目白大学非常勤講師。
1987年（昭和62年） 社団法人倫理研究所に入所。1996年（平成8年）社団法人倫理研究所理事長に就任。1998年（平成10年）地球倫理推進賞を創設

## 役職
- 一般社団法人倫理研究所理事長[7][4]
- 日本家庭教育学会副会長[5]
- 親学推進協会評議員長[12]

## 著書
- 丸山敏秋著『万人幸福の栞を読む』倫理研究所 ISBN 978-4-89753-169-4（発行日 2018/9/15）
- 丸山敏秋著『家庭のちから ―命をつむぎ逞しく生きる』― 新世書房（発行日 2014/1/20）
- 丸山敏秋著『未来をひらく―東日本大震災から日本創生へ』― 新世書房（発行日 2011/12/20）
- 丸山敏秋著『美しき日本の家庭教育』致知出版社 ISBN 978-4884748234 （発行日 2011/9/16）
- 丸山敏秋著『「いのち」とつながる喜び』講談社 ISBN 978-4062139779 （発行日 2007/4/20）
- 丸山敏秋著『最高の自分を生きる―達人たちに学ぶ「zoneに入る」生き方』致知出版社 ISBN 978-4884747190（発行日 2005/06）
- 丸山敏秋著『丸山敏雄「やれば、できる!」を発見した人―今すぐ「結果」を変える「生き方の法則」』三笠書房ISBN 978-4837920618 （発行日 2003/12）
- 丸山敏秋著『小さなことから会社は変わる―「倫理経営」のすすめ 』PHP研究所 ISBN 978-4569630885（発行日2003/07）
- 丸山敏秋著『道徳力―「まこと」の甦りが日本を正す』風雲舎 ISBN 978-4938939120（発行日1999/03）
- 丸山敏秋著『教育力―虚ろな日本に「いのち」を吹きこむ 』風雲舎ISBN 978-4938939052（発行日1997/09）
- 丸山敏秋著『親と子のハーモニー―心のオシャレ・パート〈2〉』明窓出版 ISBN 978-4938660451（発行日1995/07）
- 丸山敏秋著『心のオシャレしませんか―お母さんのためのポップフィロソフィー』明窓出版ISBN 978-4938660024（発行日 1992/11）
- 丸山敏秋著『黄帝内経と中国古代医学―その形成と思想的背景および特質』東京美術 ISBN 978-4808703929（発行日1988/02）
- 丸山敏秋著『鍼灸古典入門―中国伝統医学への招待』思文閣出版 ISBN 978-4784204755（発行日1987/04）
- 丸山敏秋著『気―論語からニューサイエンスまで』東京美術 ISBN 978-4808703455 （発行日1986/08）
- 丸山敏秋編『幸せになる法則を発見した人丸山敏雄伝』（近代出版社）
- 丸山敏秋編著『倫理経営原典』（新世書房）
- 丸山敏秋著『日本創生への道』（新世書房）
- 丸山敏秋著『夢かぎりなく』（新世書房）
- 丸山敏秋著『道は近きにあり』（新世書房）
- 丸山敏秋著『源流を汲む』（新世書房）
- 丸山敏秋著『七つの原理』（新世書房）